# Катарина Бусингер Ивановић
Катарина Бусингер Ивановић (Ђаково 1927. – Бања Лука 4. децембар 2012) је била југословенска глумица.
Школу глуме и режије завршила је у Загребу код Ферде Делака и Мирка Перковића. У Народном позоришту у Бањој Луци била је ангажована 1949- 1954, након чега је, као прва глумица, прешла у новоосновано Дјечје позориште (1956), гдје је радила до пензионисања. Неке од представа у којима је глумила на сцени бањалучког Народног позоришта су: Госпођа министарка, Матура, Сеоска учuтељица, Зона Замфирова, Први вал, Хасанагиница. Добитница је награде "Веселин Маслеша" (1964) и Сребрне плакете Самоуправне интересне заједнице културе у Бањој Луци (1978).